# WB HGe 2/2 5
Die WB HGe 2/2 5 ist eine zweiachsige meterspurige elektrische Zahnradlokomotive  der Wendelsteinbahn.
Die Lokomotive ist eine Kombination der (H)Gem 2/2, die bei verschiedenen Meterspurbahnen im Einsatz steht, und der Hem 2/2 der Zahnradbahn Montreux–Glion–Rochers-de-Naye mit 800 mm Spurweite. Die Maschine wird im Personenverkehr, im Baudienst und zur Schneeräumung eingesetzt. Sie entlastet die He 2/2 3 und 4, die noch fahrtüchtig sind, und bildet mit zwei bestehenden zweiachsigen Vorstellwagen eine dritte Komposition für den Personenverkehr. Bei der Bergfahrt wird sie vom vorderen Wagen funkferngesteuert. Die Lokomotive kommt zum Einsatz, wenn einer der Triebzüge Beh 4/8 11 und 12 wegen Unterhalts- oder Modernisierungsarbeiten ausfällt. Talsseitig ist die HGe 2/2 5 mit einem vollwertigen Führerstand ausgestattet, bergseitig jedoch nur mit einem Hilfsführerstand. Sie verfügt über eine Rekuperationsbremse, eine Widerstandsbremse und eine Druckluftbremse mit Federspeicherbremszylindern. Für elektrische Arbeitsmaschinen, die mit 400 V Dreiphasenwechselstrom betrieben werden, stehen Steckdosen zur Verfügung.